# سائل مصلي

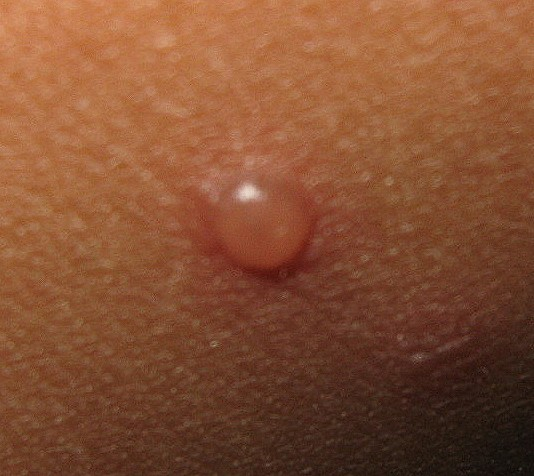

في الفيزيولوجيا، يستخدم مصطلح السائل المصلي أو سائل المصليات للتعبير عن العديد من سوائل الجسم التي عادة ما يكون لونها أصفر باهت وشفاف وذات طبيعة حميدة والتي تملأ داخل تجاويف الجسم. ينتج السائل المصلي من الغدد المصلية، مع إفرازات غنية بـالبروتينات والماء. وقد تنشأ أيضًا السوائل المصلية من الغدد المختلطة والتي تحتوي على كل من الخلايا المخاطية والمصلية. وتُعد السمة المشتركة للسوائل المصلية هو دورها في المساعدة في عمليات الهضم والإخراج والتنفس.
وفي المجالات الطبية، وخاصة الباثولوجيا الخلوية، يعتبر السائل المصلي مرادفًا لـالسوائل الارتشاحية في تجاويف الجسم المختلفة. ويوجد العديد من الأسباب للارتشاح في تجاويف الجسم الناتجة عن السرطان. لذا، يُوصى بتقييم الباثولوجيا الخلوية لتقييم أسباب الارتشاح في تلك التجاويف.

## أمثلة
يتكون اللعاب من المخاط والسوائل المصلية؛ ويحتوي السائل المصلي على إنزيم الأميليز الضروري لهضم الكربوهيدرات. وتقوم غدد فون إبنر اللعابية الموجودة على اللسان بـإفراز إنزيم الأميليز. أما الغدة النكفية فتفرز لعابًا مصليًا نقيًا. وتفرز الغدد اللعابية الكبرى الأخرى اللعاب المختلط (مصلي ومخاطي).
هناك نوع آخر من السوائل المصلية تفرزه الأغشية المصلية (أو المخاطية)، وتلك الأغشية عبارة عن طبقتين من الأغشية التي تبطن تجاويف الجسم. حيث يعمل السائل المصلي بين الطبقتين بمثابة مواد تشحيمية ويقلل الاحتكاك الناشئ عن تحرك العضلات. ويمكن رؤية ذلك في الرئتين. ويوصى بالفحص الباثولوجي الخلوي لتشخيص أسباب تراكم السوائل التي تشمل إصابة أي تجويف بالسرطان.
مصل الدم هو الجزء السائل من الدم المتبقي بعد تخثره، ومن ثم ينقصه عوامل التخثر ويتميز عن بلازما الدم.